# Ingrid Haster
Ingrid Margareta Haster, född 21 maj 1920 i Karl Johans församling i Göteborg, död 26 juli 2007 i Annedals församling i Göteborg, var en svensk målare.
Haster studerade vid Tullan Finks Målarskola, Hovedskous Målarskola, 5-års dagskurser under Börge Hovedskou ledning.
Hon medverkade i samlingsutställningar på Liljevalchs konsthall i Stockholm, Lorensbergs Konstsalong och Decemberutställningen på Göteborgs konsthall i Göteborg. Separat ställde hon ut i bland annat Karlstad och Göteborg.
Haster är representerad i Värmlands landsting.